# Phanogomphus kurilis
Phanogomphus kurilis is een echte libel uit de familie van de rombouten (Gomphidae).
De wetenschappelijke naam van de soort werd in 1858 als Gomphus kurilis gepubliceerd door Hermann August Hagen.

## Synoniemen
- Gomphus confraternus Selys, 1873
- Gomphus sobrinus Selys, 1873
- Gomphus donneri Kennedy, 1917